# Lagoleptus palans
Lagoleptus palans är en stekelart som beskrevs av Henry Keith Townes, Jr. 1969. Lagoleptus palans ingår i släktet Lagoleptus och familjen brokparasitsteklar. Inga underarter finns listade i Catalogue of Life.